# 中田勉
中田 勉（なかた つとむ、1927年2月9日 - ）は、日本の俳優。大映に所属していた。

## 主な作品

### テレビ
- 少年ジェット（頓田紋太役）
- 火曜日の女シリーズ 逃亡者 -この街のどこかで-（1970年、大映テレビ室・日本テレビ）
- 土曜日の女シリーズ（日本テレビ）
  - 明日に喪服を（1973年）
  - 天使が消えていく（1973年）

### 映画
- 妻は告白する（1961年・幸田の同僚C）
- 大怪獣ガメラ（1965年・林）
- 陸軍中野学校（1966年・連隊准尉）
- 大怪獣空中戦 ガメラ対ギャオス（1967年・村人）
- 女賭博師絶縁状（1968年、大映）
- 海のGメン 太平洋の用心棒（1967年、大映）
- ガメラ対大悪獣ギロン（1969年・新聞記者B）
- 高校生ブルース（1970年・牛乳屋）
- 女賭博師壷くらべ (1970年)
- 日本沈没（1973年、東宝）
- 華麗なる一族（1974年・債権者、東宝）
- 君よ憤怒の河を渉れ（1976年）